# Mauritsraam
Het Mauritsraam is een 17e-eeuws gedenkraam in de 
kapel van het Kruisherenklooster in Sint Agatha.

## Achtergrond
Prins Maurits van Oranje (1567-1625) was pandheer van de stad Grave en het land van Cuijk. Hij was als zodanig ook beschermheer van het 14e-eeuws Kruisherenklooster in Sint Agatha. In het klooster waren diverse glas-in-loodramen, waaronder een door prins Maurits aangeboden raam, dat waarschijnlijk bedoeld was voor het koor. Hij is daarmee de enige protestantse schenker van een raam in Noord-Brabant.

Het wapen van prins Maurits met de Orde van de Kousenband

Het Mauritsraam toont de prins, geknield en omhangen met een hermelijnen mantel, onder een baldakijn met zijn wapen. Het wapen is omgeven door de Orde van de Kousenband, die koning Jacobus I van Engeland op 24 december 1612 aan Maurits verleende. Hij ontving de orde in 1613. De hermelijnen mantel is mogelijk een verwijzing naar zijn status als prins van Oranje. Hij erfde het vorstendom Orange en de titel in 1618. Het raam zal daarom tussen 1618 en 1620 zijn gemaakt.
De voorstelling doet denken aan een raam dat Jan Baptist Van der Veken rond 1616 maakte van aartshertog Albrecht van Oostenrijk en Isabella van Spanje, voor de Onze-Lieve-Vrouwekathedraal in Antwerpen. Mogelijk diende het als voorbeeld of wellicht ontwierp Van der Veken ook het Mauritsraam.

### Rijksmuseum
Het Mauritsraam werd in 1874 door de prior van het Kruisherenklooster aangeboden aan de Nederlandse staat, ter gelegenheid van het zilveren jubileum van koning Willem III. Vanaf 1887 werd het tentoongesteld in het Rijksmuseum Amsterdam als voorbeeld van protestantse kerkarchitectuur. Het gezicht is hierbij in olieverf bijgemaakt in 1891. Pierre Cuypers plaatste het later in de Aduardkapel (een reconstructie op schaal van de Abdijkerk in Aduard) van het museumgebouw, destijds onderdeel van de museumopstelling. In 1967 werd het raam opgeslagen. Nadat het in de jaren 90 werd teruggevonden, werd het gerestaureerd door het atelier Bogtman. Het raam werd herplaatst in de kapel, die nu als vergaderruimte diende. Het raam werd in de opstelling als rechthoekig raam getoond. Oorspronkelijk had het raam mogelijk een gotische setting, met spitsvormige vensterkop met tracering, zoals te zien op een 19e-eeuwse litho van J.F. Demelinne.
Bij de restauratie van het museum in 2003-2013 is het Mauritsraam opnieuw opgeslagen. In het klooster was al die jaren een replica aanwezig. In 2021 is het originele Mauritsraam teruggeplaatst in de kerk van het klooster. Op 10 februari is het, als onderdeel van de opening van het Brabants Kloosterjaar 2021, door koning Willem Alexander officieel weer in gebruik genomen.

## Beschrijving
Het raam bestaat uit drie lichten van vijf rechthoekige panelen, met bovenin een halfhoog, afgerond zesde paneel. De voorstelling toont de prins met gevouwen handen, hij is geknield op een bidstoel, met voor hem een lessenaar met een boek. De prins is blootshoofds en draagt een verguld harnas, met hermelijnen mantel en plooikraag. Naast de lessenaar staat zijn helm en liggen de handschoenen. De prins zit onder een baldakijn met lauwerkrans, onder een open constructie gedragen door vier Korinthische zuilen. Links van het baldakijn is in Hebreeuwse letters de naam van God (JHWH) te lezen. Boven op het bouwwerk is tussen twee schildhouders het wapen van de prins geplaatst, omhangen met de Orde van de Kousenband. Er bij vermeld staat het devies van de orde: 'Honi soit qui mal y pense' (Schande over hem die er kwaad van denkt).

## Afbeeldingen

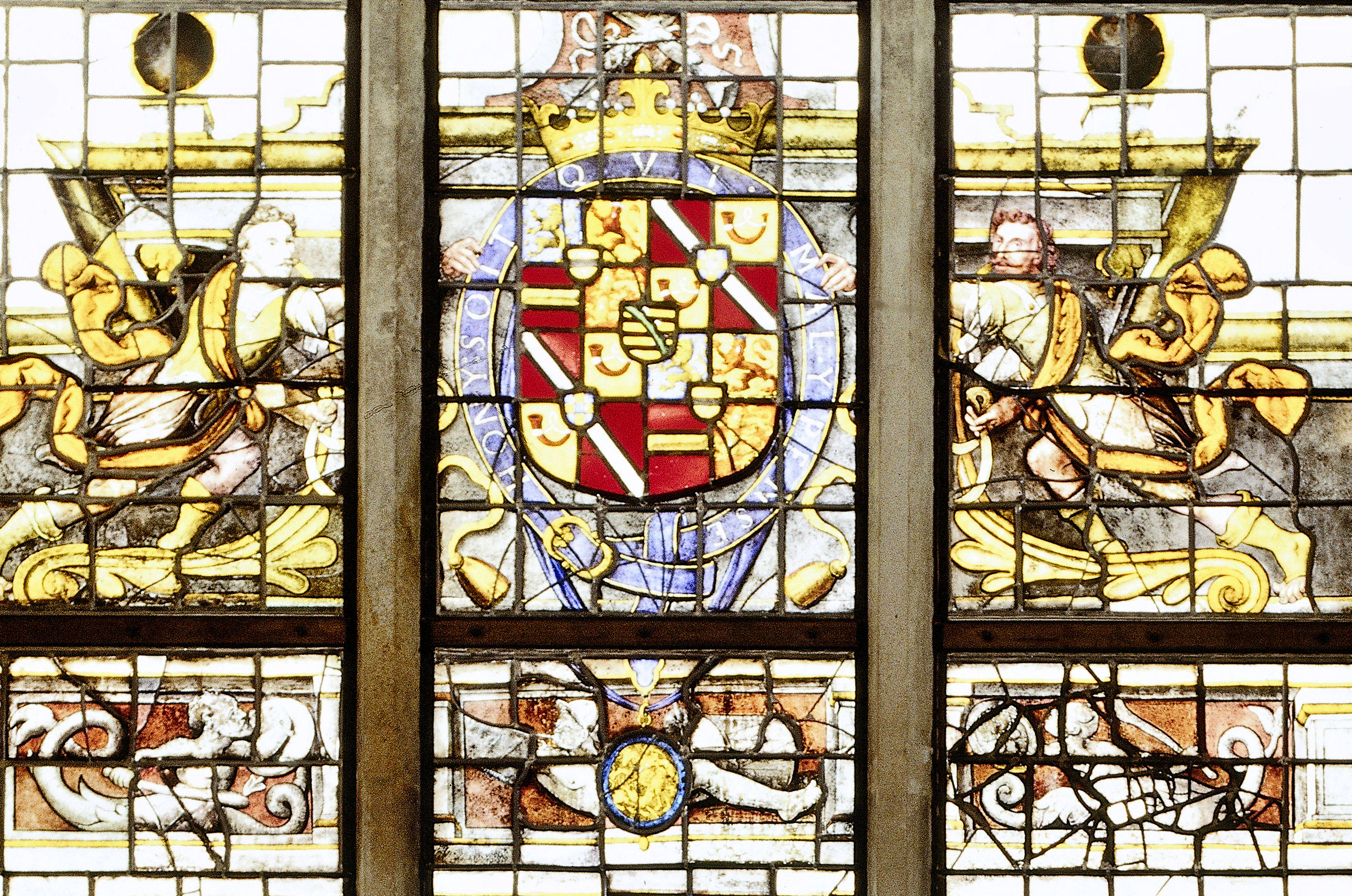
detail met het wapen van de prins
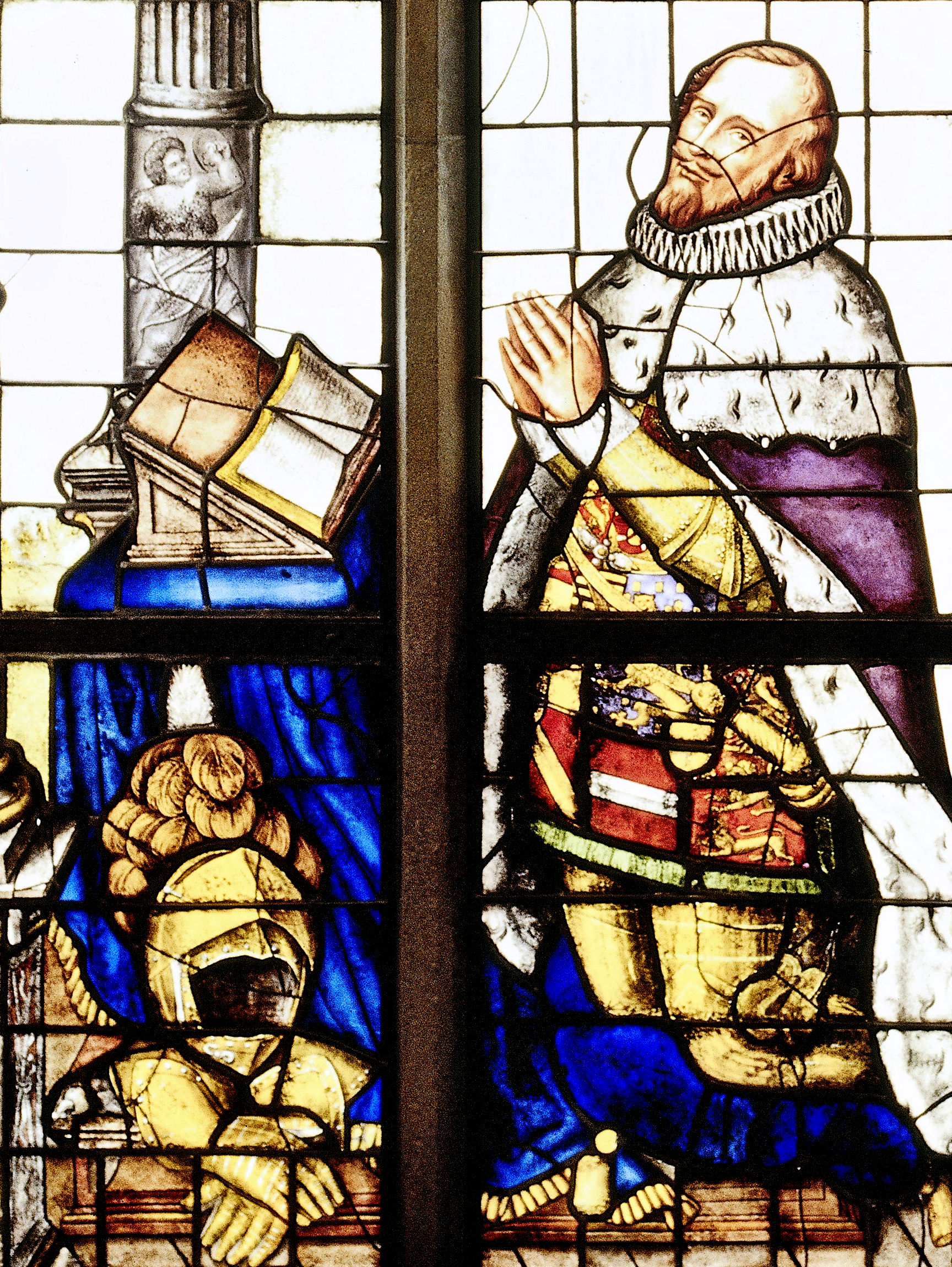
detail met de geknielde prins
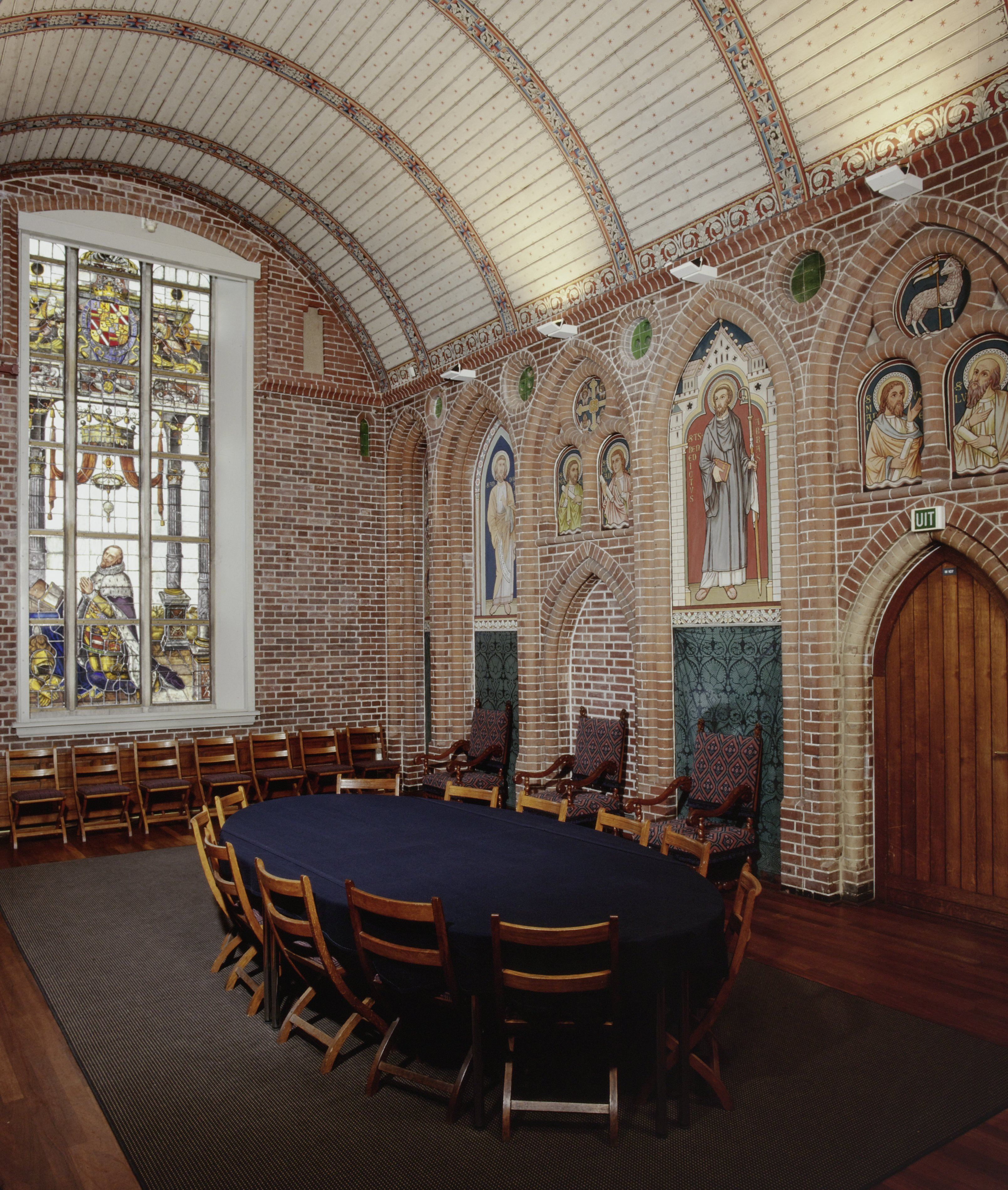
de Aduardkapel in 1999
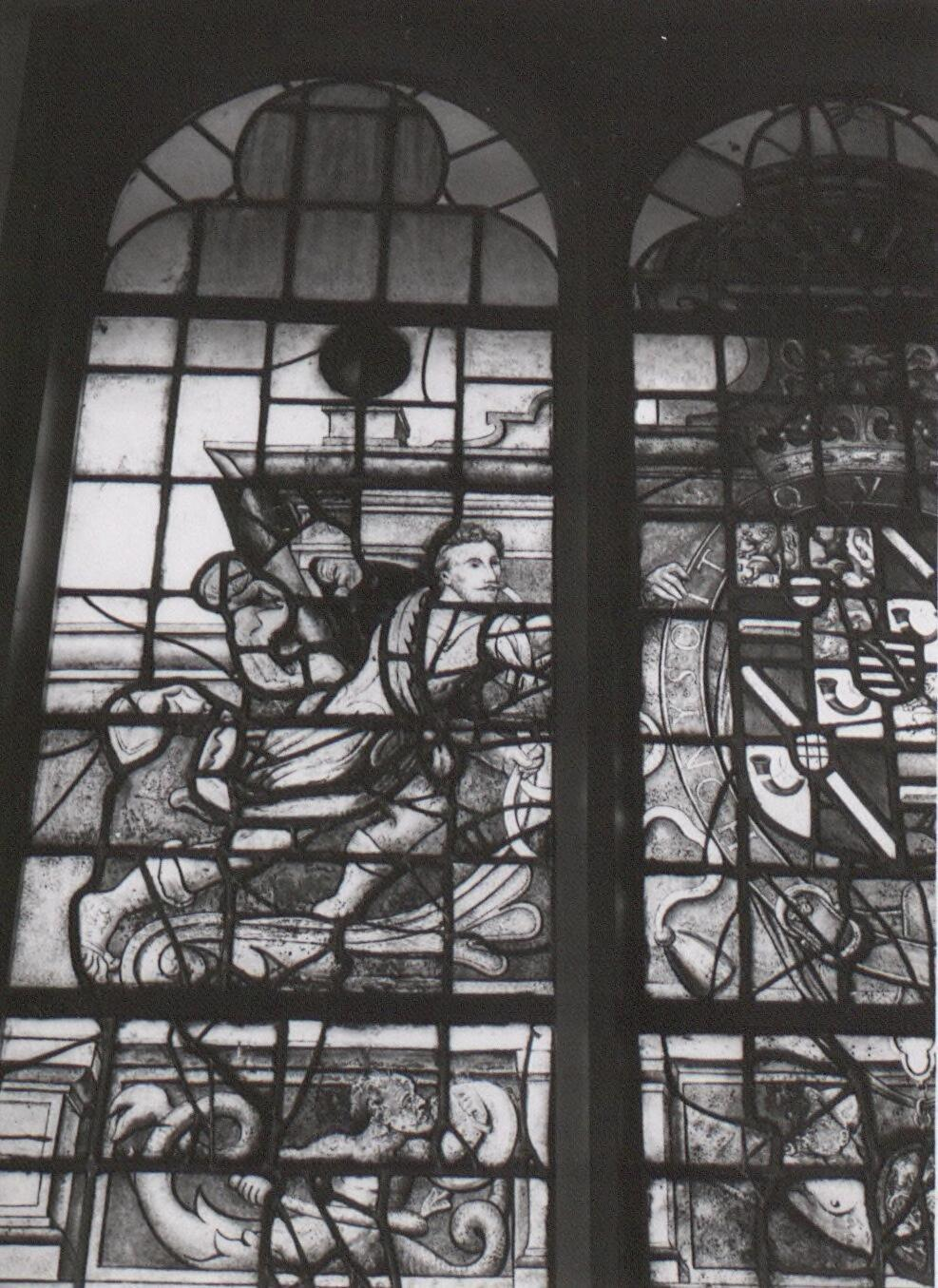
bovenste gedeelte
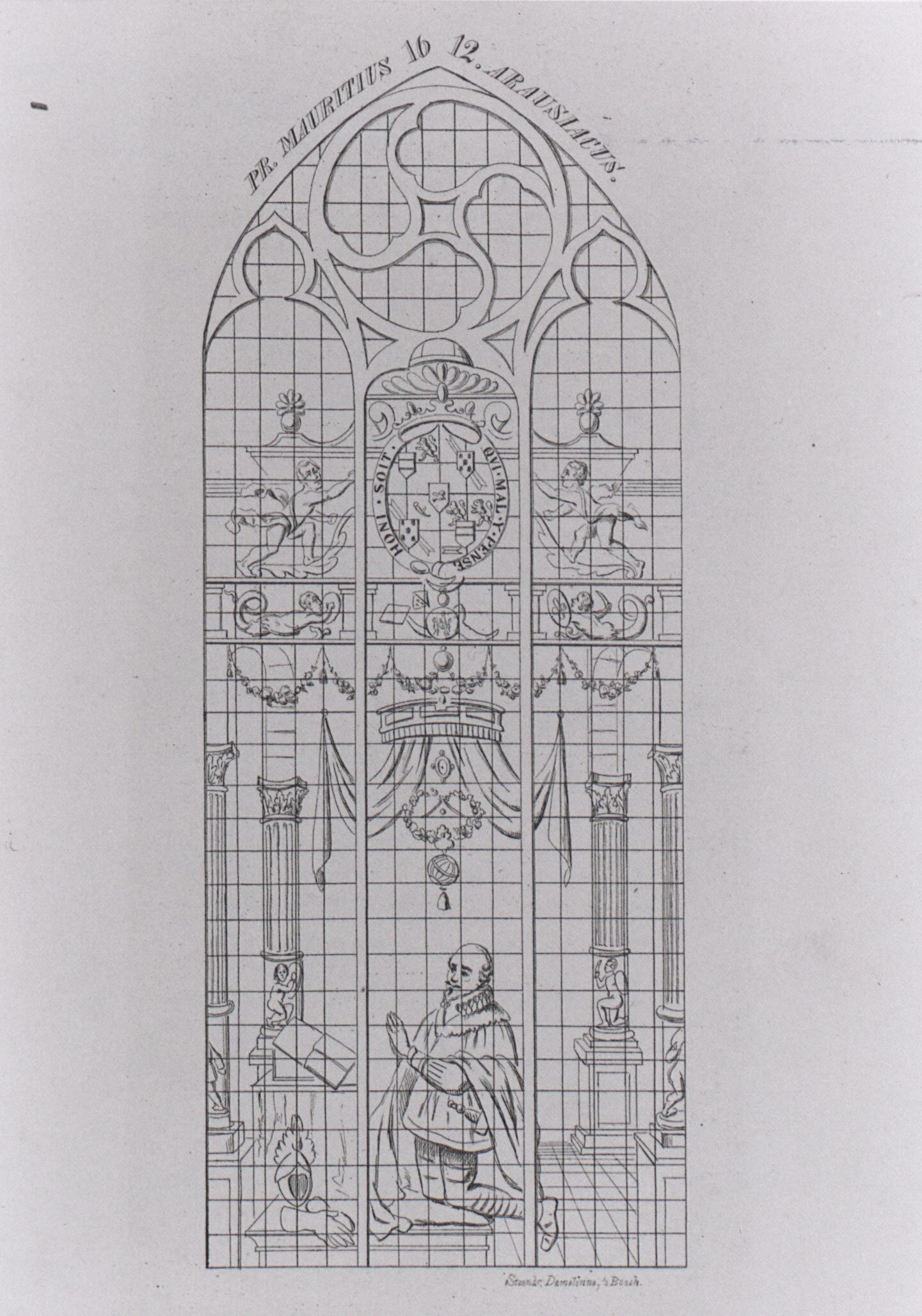
litho van J.F. Demelinne